# Microdus macrocarpus
Microdus macrocarpus là một loài rêu trong họ Dicranaceae. Loài này được Broth. & Irmsch. Broth. mô tả khoa học đầu tiên năm 1924.